# Solaris (szőlőfajta)

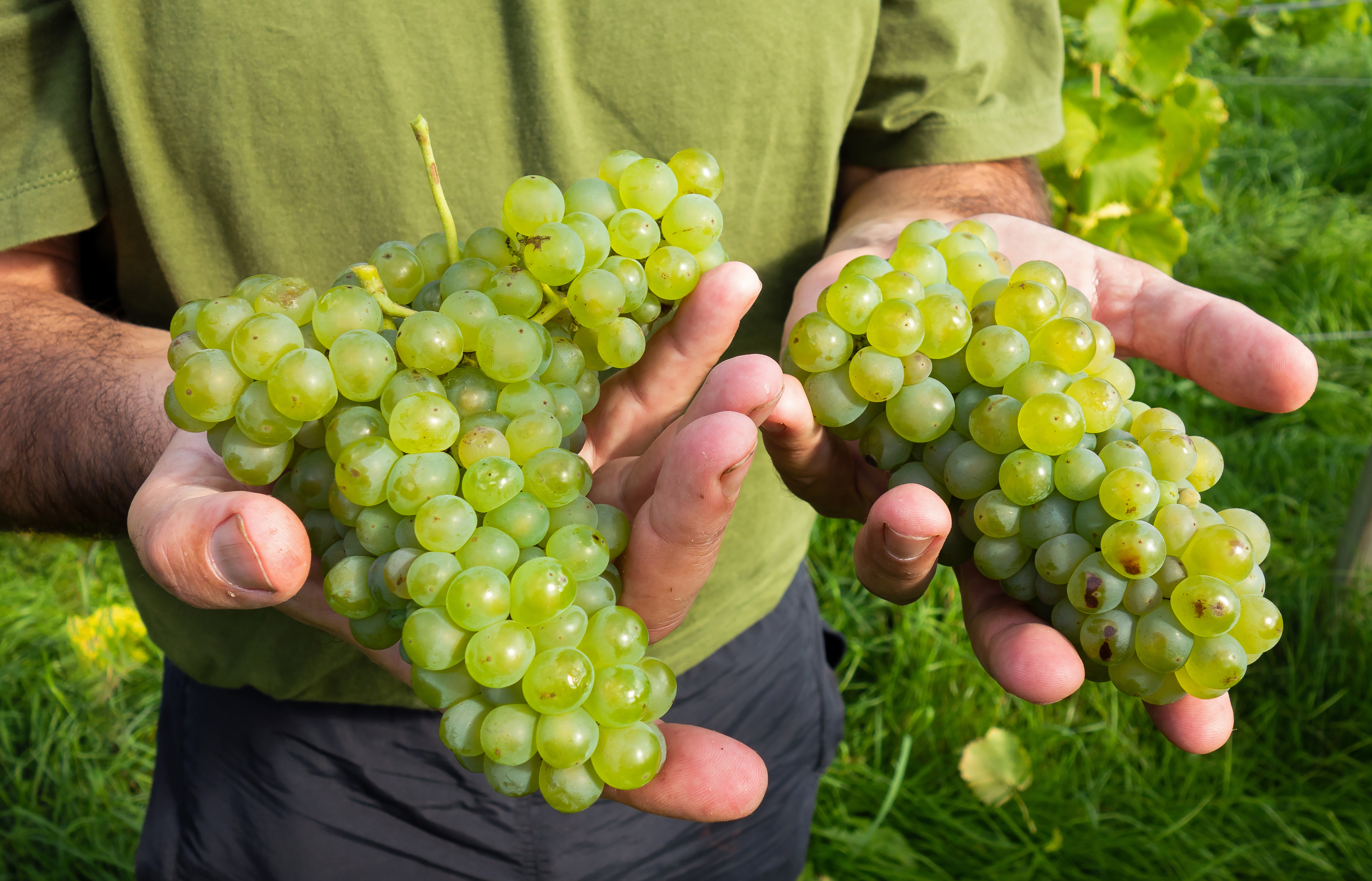
Solaris szőlőfürt

A Solaris egy rezisztens fehérbor szőlőfajta, mely 1975-ben egy keresztezés során született meg a dél-németországi Baden-Württemberg tartományban, Freiburgban. Magyarországon jelenleg mindössze egy kísérleti ültetvény található a balatonfüredi Gyukli-Pince gondozásában. Árutermő szőlőként, csak a sikeres tesztidőszakot lezáró klasszifikáció után telepíthető várhatóan 2013 körül.

## Nemesítése
Norbert Becker, a Freiburgi Állami Szőlészeti- és Borászati Kutatóintézet Szőlőoltványozásának akkori vezetője a Merzling és a GM 6943-as keresztezésével hozta létre az FR 240-75-ös számú oltványtörzset, amely a hosszú évekig tartó vizsgálatok után 2001 óta Solaris névvel 25 évig tartó fajtavédelem alatt áll. Mivel a klasszifikációhoz még további kutatási eredményekre van szükség, a fajta a legtöbb borvidéken egyelőre csak kísérleti ültetvényként, a szükséges előírások betartásával telepíthető. 
Neve vélhetően arra utal, hogy a növény magába szívva a nap erejét, korai éréshez segíti a szőlőt.

## Egyéb rezisztens fajták
A freiburgi kutatóintézet az ökológiai szőlészet jegyében számos más rezisztens szőlőfajtával is foglalkozik. A szőlőoltványozási részleg a Nemzeti Fajtavédelmi Hivataltól csak azokra a saját előállítású fajtákra kér fajtavédelmi engedélyt és fajtaoltalmi jogot, melyek tulajdonságai megfelelnek a Nemzetközi Növényvédelmi Szervezet Vitis Vinifera szőlőfajtára vonatkozó előírásainak. Kizárólag az az így engedélyezett szőlőfajtákból készülő borok kerülhetnek minőségi borként az Európai Unió piacára.
A freiburgi oltványozás a Solaris-on kívül az alábbi rezisztens szőlőket vezette be a németországi piacra: Cabernet Carbon, Cabernet Carol, Cabernet Cortis, Cabernet Cantor, Baron, Prior és a Monarch mint vörösbort, valamint a Bronner, Helios, Johanniter, Souvignier Gris és a Muscaris, mint fehérbort adó fajtákat. Ezekkel a fajtákkal 2008-ban már 350 hektárnyi területen gazdálkodtak.

## Származása
A Solaris keresztezéséhez Norbert Becker a Merzling (anyai ág) és a Gm 6493 (apai ág) fajtákat használta fel. A Gm 6493 egy geisenheimi magnonc populáció, amit 1964-ben az akkori Csehszlovákiából származó Prof. V. Kraus keresztezett a Zarya Severa és az Ottonel muskotály szőlőfajtákból, majd felajánlotta Prof. Dr. Helmut Becker (1927-1990) részére, aki akkoriban a geisenheimi kutatóintézetnél felismerte a fajta fontosságát és oltványozási szempontból az utódok fontosságát. A Csehszlovákiából kapott magoncok tulajdonságai a freiburgi kutatóintézetnél Norbert Becker számára is fontosak voltak, de egy véletlen folytán a Gm 6493-as fajtánál az apai ági szülőt a Saperawi Severni-ként jegyezték fel. Egy szelektív és nagyon gondos kutatómunka során Norbert Becker utóda Dr. Volker Jörger a geisenheimi kollégák segítségével derítette ki a valódi szülői kapcsolatot, amely 2003 óta szakmai körökben is bizonyítottnak tekintett. Bár a legújabb szőlészeti növényhatározóban ezen felismerés még helytelenül szerepel.

## A szőlő tulajdonságai
A Solaris szőlő egy, a gombás betegségekkel (Szőlőperonoszpóra, lisztharmat) szemben ellenálló fajta, vagyis a legtöbb termőterületen fungicid permetezés nélkül egészséges marad. Emellett legfontosabb tulajdonsága, hogy rendkívül korán augusztus végén beérik. Dél-Tirolban tengerszint felett 1300 méter magasságban lévő ültetvényeken is sikeresen gazdálkodnak vele. Levelei nagyok, 3 részre osztottak és sötétzöldek. Bár növekedési erélye intenzív a zöldmunkákat valamelyest megnehezíti, hogy a sűrű lombozat nem feltétlen felfelé növekszik, vagyis a szőlő habitusa viszonylag gyenge.

## A bor tulajdonságai

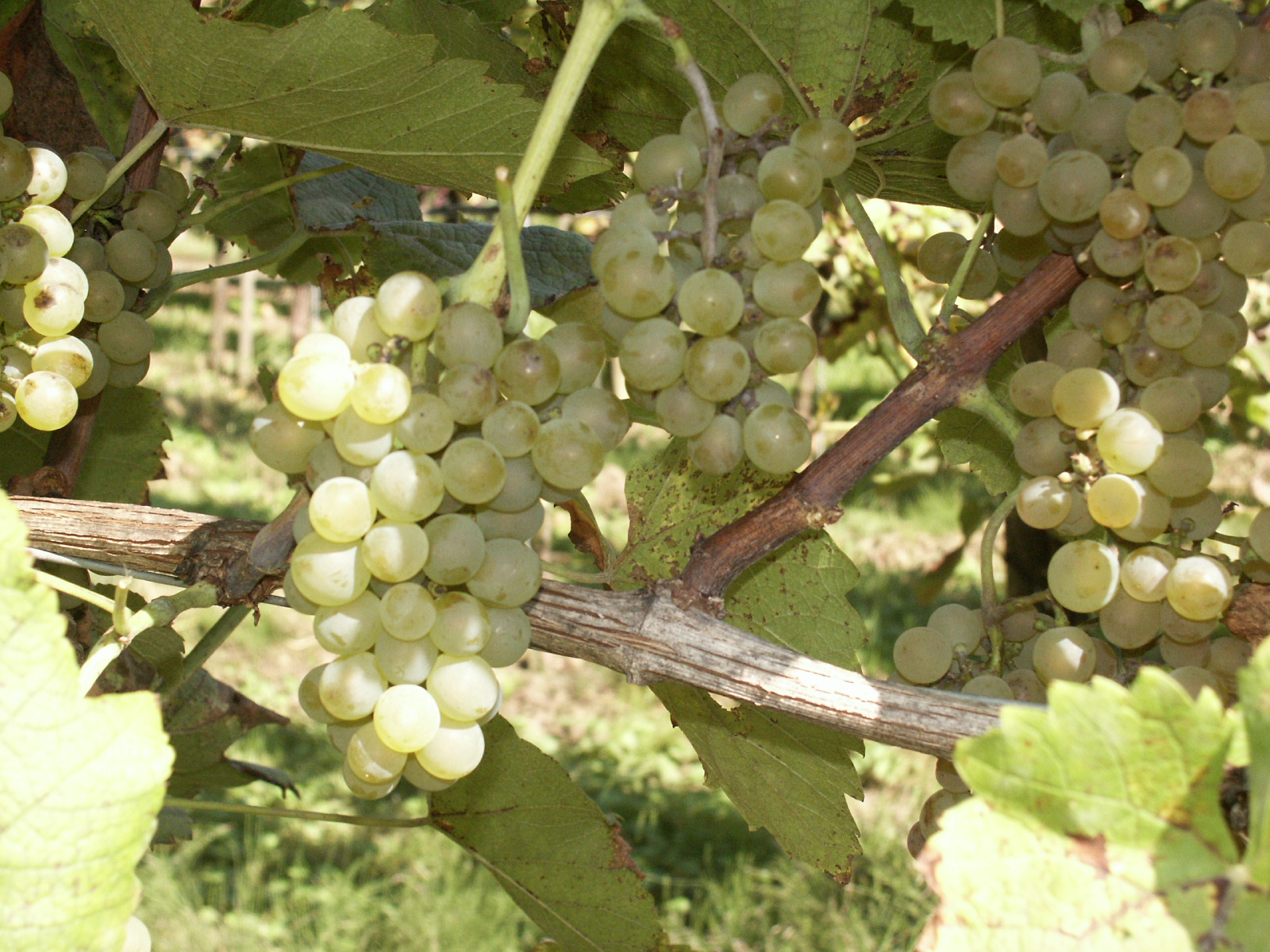
Érett Solaris szőlőfürtök

A Solaris bor egy telt, karakteres, alkoholban gazdag fehérbor, amely kiválóan alkalmas aszúborok készítésére. Illatában egyértelműen felfedezhető a fajtára jellemző kellemes buké. Amennyiben a szüret és a szőlő feldolgozása hidegben történik, a cefrét pár órára állni hagyjuk (cefreáztatásos enzimbomlás), s a must forrása kontrolláltan alacsony hőmérsékleten megy végbe, akkor a Sauvignon Blanc csalános illatai is felfedezhetőek. A szőlő korai érése miatt németországban jellemző, hogy a nyár végi borfesztiválokon szőlőlé, murci vagy újborként is kapható.
Fürtje laza szerkezetű az érett sárgásbarna színű bogyói középnagyok. A rügyfakadás a virágzás és a zsendülés a standard fajták előtt egy héttel lezajlik. Fekvésre nem érzékeny, így szeptember első harmadára mustja a 20 cukorfokot  a legtöbb területen eléri. Különböző évjáratok és termőterületek 33 szüreti átlagával számolva ez 13,5 tonna/hektár szőlőt eredményez 21,2-es mustfokkal, 7,3 g/l-es savtartalom mellett. Nem ritka azonban az októberi, 26 fokos mustfok sem, amiből kitűnő Solaris aszúborokat készítenek. Terméshozama átlagosan megegyezik a Müller-Thurgau (korábban Rizlingszilváni) fajtáéval.

## Kiegészítő irodalom
- V. Jörger. Die neuen pilzwiderstandsfähigen Rotwein-Zuchtstämme des Staatlichen Weinbauinstituts, Schweizerische Zeitschrift für Obst- und Weinbau (német nyelven) (2002)
- Pilzresistente Tafeltrauben [archivált változat] (német nyelven). Rebschule Steinmann. Hozzáférés ideje: 2009. november 4. [archiválás ideje: 2016. március 4.]
- Solaris, Staatliches Weinbauinstitut Versuchs- und Forschungsanstalt Für Weinbau und Weinbehandlung (német nyelven) (2008)
- W. Hillebrand, H. Lott, F. Pfaff. Taschenbuch der Rebsorten, 13 (német nyelven), Mainz: Fachverlag Dr. Fraund GmbH (2003). ISBN 978-392115653
- V. Joerger. Resistenzzuechtung gegen Botrytis, Der Badische Winzer (7) (német nyelven), 29-32. o. (2005)
- B. Gensbol, j. M. Gundersern. Vinavl i Danmark - en håndbog (dán nyelven). København, Dänemark: Gads Forlag (1998)